# Seznam měst na Vanuatu
Toto je abecední seznam měst na Vanuatu.
- Bunlap
- Forari
- Ipikil
- Ipota
- Isangel
- Lakatoro
- Lamap
- Loltong
- Longana
- Lorevilko
- Luganville
- Lénakel
- Port Olry
- Port Vila – hlavní město
- Rovo Bay
- Sola
- Sulphur Bay
- Whitesands